# Somatogyrus strengi
Somatogyrus strengi är en snäckart som beskrevs av Henry Augustus Pilsbry och Walker 1906. Somatogyrus strengi ingår i släktet Somatogyrus och familjen tusensnäckor. IUCN kategoriserar arten globalt som akut hotad. Inga underarter finns listade i Catalogue of Life.